# Лулу Вілсон
Лулу Вілсон (англ. Lulu Wilson; народилася 7 жовтня 2005) — американська акторка, відома в основному за фільмами жахів «Віджа: Походження зла» (2016) і «Аннабель: Створення» (2017), а також за телесеріалом «Привиди будинку на пагорбі» (2018).

## Раннє життя
Вілсон народилася 7 жовтня 2005 року   У неї є дві старші сестри. 

## Кар'єра
Вілсон почала зніматися в рекламі в три роки. У 2012 році вона дебютувала на телебаченні в епізоді серіалу «Луї», а потім знялася в кількох серіалах, таких як «Міллери», «Чорна скринька » та серіалі жахів Netflix «Привиди в будинку на пагорбі» 2018 року.
Вона дебютувала у фільмі жахів 2014 року «Врятуй нас від зла» і часто знімалася у фільмах жахів, зокрема «Віджа: Походження зла» (2016)  і «Аннабель: Створення» (2017)  Студія Marvel зняла фільм «Доктор Стрендж», але її сцену вирізали для покращення темпоритму фільму. 
У 2020 році вона зіграла головну роль у бойовику «Беккі». Вона повторила цю роль у сиквелі «Гнів Беккі», який вийшов у 2023 році.

## Фільмографія

### Фільми
| Рік      | Назва                        | Роль                    | Примітки           |
| -------- | ---------------------------- | ----------------------- | ------------------ |
| 2014 рік | Гроші                        | Онука                   | Телевізійний фільм |
| 2014 рік | Визволи нас від зла          | Христина                |                    |
| 2015 рік | Її композиція                | Вікторія                |                    |
| 2016 рік | Віджа: Походження зла        | Доріс Зандер            |                    |
| 2016 рік | Доктор Стрендж               | Донна Стрендж           | Сцени видалено     |
| 2017 рік | Вирощений Вовками            | Йоко Гейбл              | Телевізійний фільм |
| 2017 рік | Аннабель: Створення          | Лінда                   |                    |
| 2017 рік | Півтора копа: Новий рекрут   | Карина Фолі             | Пряме відео        |
| 2018 рік | Першому гравцю приготуватися | Дитина початкової школи |                    |
| 2018 рік | Минули дні                   | Саллі Енн               |                    |
| 2018 рік | Сон                          | Майя                    |                    |
| 2019 рік | Вірм                         | Іззі                    |                    |
| 2020 рік | Глорія                       | Підліток Глорія Стейнем |                    |
| 2020 рік | Беккі                        | Беккі Хупер             |                    |
| 2023 рік | Гнів Беккі                   | Беккі Хупер             | [ 7 ]              |

### Телебачення
| Рік            | Назва                            | Роль                         | Примітки                                             |
| -------------- | -------------------------------- | ---------------------------- | ---------------------------------------------------- |
| 2012 рік       | Луї                              | Маленька дівчина             | Епізод: "Barney/Never"                               |
| 2014 рік       | Чорна скринька                   | Молода Кетрін Блек           | 3 епізоди                                            |
| 2014–2015 роки | Міллери                          | Мікайла Стокер               |                                                      |
| 2015–2016 роки | Усередині Емі Шумер              | різноманітні епізодичні ролі | 3 епізоди                                            |
| 2016 рік       | Вчителі                          | Енні                         | Епізод: "Зал ганьби"                                 |
| 2018 рік       | Гострі предмети                  | Маріан Креллін               |                                                      |
| 2018 рік       | Привиди будинку на пагорбі       | Молода Ширлі                 |                                                      |
| 2020 рік       | Зоряний шлях: Пікард             | Кестра Трой-Рікер            | Епізод: "Непенте"                                    |
| 2020 рік       | 50 станів страху                 | Меллорі                      | Епізод: "13 кроків до пекла"                         |
| 2021 рік       | Сучасне кохання                  | Кеті                         | Епізод: "Я.. . ? Можливо, ця вікторина підкаже мені" |
| 2023 рік       | Падіння дому Ашерів (мінісеріал) | Меделін у дитинстві          |                                                      |